# Бабинська сільська рада (Самбірський район)
Бабинська сільська рада  — орган місцевого самоврядування у Самбірському районі Львівської області. Адміністративний центр — село Бабина.

## Загальні відомості
Історична дата утворення: 20 січня 1940 року. Територією ради протікає річка Стрв'яж.

## Населені пункти
Сільраді підпорядковані населені пункти:
- c. Бабина
- c. Береги
- c. Бірчиці
- c. Зарайське
- c. Климівщина
- c. Ковиничі
- c. Корничі
- c. Містковичі
- c. Нові Бірчиці
- с. Пиняни

## Скалад ради
Рада складається з 22 депутатів та голови.

### Керівний склад ради
| ПІБ                         | Основні відомості                                                                           | Дата обрання | Дата звільнення |
| --------------------------- | ------------------------------------------------------------------------------------------- | ------------ | --------------- |
| Мінкевич Василь Васильович  | Сільський голова, 1966 року народження, безпартійний                                        | 26.03.2006   | 31.10.2010      |
| Несторяк Світлана Василівна | Сільський голова, 1972 року народження, освіта вища, Всеукраїнське об'єднання «Батьківщина» | 31.10.2010   | 26.10.2015      |
| Несторяк Світлана Василівна | Сільський голова, освіта вища                                                               | 26.10.2015   |                 |

Примітка: таблиця складена за даними джерела